# صلاح خلف
صلاح مصباح خلف (اسمه الحركي أبو إياد)، (وُلد في مدينة يافا، فلسطين، 31 آب عام 1933 – واُغتيل في قرطاج، تونس في 14 يناير 1991) هو سياسي فلسطيني بارز، وأحد مؤسسي حركة تحرير فلسطين (فتح)، وقائد الأجهزة الأمنية الخاصة لمنظمة التحرير الفلسطينية وحركة فتح لفترة طويلة.عرّفته وسائل الإعلام بأنه الرجل الثاني في حركة فتح بعد ياسر عرفات، وأُشيع أنه زعيم منظمة أيلول الأسود.

## نشأته وتحصيله العلمي
قدم والده من مدينة غزة إلى يافا، وهناك وُلد صلاح خلف في 31 آب / أغسطس عام 1933 وعاش فيها أول سنين حياته حتى قبل قيام إسرائيل بيوم واحد، أنهى صلاح خلف المرحلة الابتدائية والإعدادية في يافا، والتحق، وهو فتى بأشبال النجادة والتي تعتبر تنظيما فلسطينيا كان يعمل على مقاومة الاستعمار البريطاني والأطماع اليهودية في فلسطين، حيث كان هذا التنظيم  يدرب أعضائه بإستخدام البنادق الخشبية نظرا لعدم توفر السلاح. تعرض الفتى صلاح للاعتقال على أيدي قوات الانتداب البريطاني عام 1945 ولم يكن قد أتم الثانية عشر من عمره.
إثر نكبة اضطرت عائلته للذهاب إلى غزة عن طريق البحر، فأنهى دراسته الثانوية في غزة، وذهب إلى مصر عام 1951 ليلتحق بكلية اللغة العربية في جامعة الأزهر، ليكمل دراسته العليا في دار المعلمين هناك، حيث وحصل على دبلوم تربية وعلم نفس من جامعة عين شمس.

## نشاطه السياسي والعمل الوطني
انضم أثناء وجوده في غزة إلى العمل الوطني وكان لا يزال قاصراً، وفي أثناء وجوده في مصر، نشط مع ياسر عرفات وآخرين في العمل الطلابي وقاما بدور بارز في اتحاد طلاب فلسطين، قبل أن يعود إلى غزة مدرساً للفلسفة، حيث واصل نشاطه السياسي وبدأ ينحو به منحىً عسكرياً.
انتقل أبو إياد إلى الكويت عام 1959 للعمل مدرساً، وكانت له فرصة هو ورفاقه -وخصوصاً ياسر عرفات وخليل الوزير- لتوحيد جهودهم لإنشاء حركة وطنية فلسطينية كانت هي حركة «فتح» وبدأوا بعرض مبادئهم أمام الجماهير الواسعة بواسطة مجلة «فلسطيننا».
يعتبر أبو إياد أبرز أعضاء اللجنة المركزية وأكثرهم قدرة على اتخاذ القرارات الجريئة، ومن أبرز قراراته التي اتخذها باسم اللجنة المركزية لحركة فتح قرار تعيين ياسر عرفات ناطقاً رسمياً باسم فتح لقطع الطريق أمام طامعين في قيادة فتح مع غياب أبو عمار. نُشِرَ القرار في وسائل الإعلام دون علم رفاقه في اللجنة المركزية، الذين أثنوا على القرار وأيدوا توقيته بعد سماع حجة أبو إياد. وفي العام 1969 بعد دمج حركة فتح في منظمة التحرير الفلسطينية بدأ اسم أبو إياد يبرز عضو اللجنة المركزية لفتح، ثم مفوض جهاز الأمن في فتح، ثم تولى قيادة الأجهزة الخاصة التابعة للمنظمة ومنذ عام 1970 تعرض أبو إياد لأكثر من عملية اغتيال استهدفت حياته؛ وأصدر كتاب (فلسطيني بلا هوية) عام 1978 على شكل سلسلة من اللقاءات مع الصحفي الفرنسي أريك رولو حيث حاول نفي أي علاقة له بأيلول الأسود.
شارك أبو إياد في معركة الكرامة عام 1968، ومع أحداث الأيلول الأسود اعتقلته السلطات الاردنية، فانتقل مع رفاقه في القيادة والثورة الفلسطينية إلى لبنان. فشارك في قيادة العمليات طيلة سنوات الحرب اللبنانية، عمل خلال سنوات وجوده في لبنان 1971ـ 1982 على بناء جهاز أمني قوي للثورة الفلسطينية، وكرس جهده وعلاقاته وصلاته الخاصة لتعزيز عمليات جمع المعلومات الأمنية والإستخبارية، واقام شبكة علاقات مهمة مع عدة جهات استخبارية في العالم في إطار النضال الذي تقوده منظمة التحرير الفلسطينية. شارك أبو إياد في قيادة عمليات الدفاع عن الثورة الفلسطينية خلال الحرب ألاهلية اللبنانية 1975ـ 1982ونجا من عدة محاولات اغتيال، وبقي في بيروت أثناء الحصار وغادرها صيف عام 1982 الى تونس مع المقاتلين وبعض القياديين.
عاد أبو إياد بعد ذلك إلى لبنان وواجه المنشقين. وبدعم سوري، حاصر المنشقون أبو إياد وياسر عرفات وخليل الوزير في طرابلس في خريف عام 1983. وفي 19 ديسمبر 1983، غادر أبو إياد طرابلس عن طريق البحر، واستقر مع قيادة منظمة التحرير الفلسطينية في تونس وظل مسؤولاً عن الأجهزة الأمنية للثورة الفلسطينية.
يعتبر أبو إياد أحد أهم منظري الفكر الثوري لحركة فتح، حتى أنه لُقّب بتروتسكي فلسطين، واسع الأفق نافذ البصيرة، أول من طرح فكرة الدولة العلمانية في فلسطين، التي يتعايش فيها الأديان الثلاثة (المسلمون والمسيحيون واليهود) متساوون في الحقوق والواجبات. أبرز مؤسسي ركائز جهاز الرصد الثوري، حيث وصل بالجهاز إلى أرقى المستويات سواء على المستوى الإقليمي أو العالمي، باعتراف خبراء الأمن في العالم، وصل بالعمل الخارجي مرتبة نافس فيها الموساد الإسرائيلي والسي آي إيه الأمريكية والكي جي بي السوفياتية بالرغم من الإمكانيات المتواضعة للثورة الفلسطينية. كما يعتبر من أبرز المحاورين على المستويات الفلسطينية والعربية والعالمية، وكان يسمى على النطاقات النخبوية في حركة فتح بجارنج فلسطين نسبة للدبلوماسي السويدي المشهور جارنج وذلك لقدرته الفائقة على صياغة التوجهات والاستراتيجيات وبناء التحالفات وإدارة التفاوض بشكل فائق الحكمة.

## اغتياله
اغتاله الموساد الإسرائيلي على يد العميل لديه «حمزة أبو زيد» بتخطيط وتوجيه من صبري البنا زعيم منظمة أبو نضال في 14 يناير 1991 تونس في عملية طالت القيادي في حركة فتح هايل عبد الحميد الملقب بأبو الهول والقيادي أبو محمد العمري الملقب بـ فخري العمري حيث كان الثلاثة يعقدون اجتماعا في منزل أبو الهول، حين اقتحم المنزل العميل «حمزة أبو زيد» وكان أحد أفراد طاقم الحراسة للشهيد أبو الهول، وفتح العميل نيران رشاشه وأخذ يطلق النار. تمت محاكمة منفذ العملية وإعدامه بعد اعتقاله والذي اعترف بقيامه بذلك أمام سلطات التحقيق التونسية ومحكمة الثورة الفلسطينية، ونفّذ الحكم فيه بعرض البحر قبالة السواحل اليمنية لتستقر جثته في القاع، فيما رقد القادة الثلاثة، أبو إياد وأبو الهول وفخري العمري، في مقبرة الشهداء بتونس.

## الحياة الشخصية
تزوج خلف من ابنة عمه في 13 يوليو 1959، وأنجبا ستة أطفال، ثلاث بنات وثلاثة أبناء.

## التكريم
في 24 سبتمبر/أيلول 2016، أطلقت السلطة الفلسطينية اسم خلف على مدرسة في طولكرم. وقال محافظ طولكرم عصام أبو بكر، إن المدرسة سميت باسم "الشهيد صلاح خلف تخليدا لذكرى هذا المناضل الوطني الكبير".

## طالع ايضاً
- كتاب فلسطيني بلا هوية (صلاح خلف: أبو إياد)